# دانمارک در المپیک تابستانی ۲۰۰۴
دانمارک در بازی‌های المپیک تابستانی ۲۰۰۴ که در شهر آتن برگزار شد، کاروان دانمارک با ۹۲ ورزشکار در این رقابت‌ها شرکت کرد و موفق به کسب ۸ مدال (۲ طلا، ۱ نقره، ۵ برنز) شد. در جدول رتبه‌بندی توزیع مدال‌ها، دانمارک در ردهٔ ۳۷ مسابقات قرار گرفت.